# Cyperus afrovaricus
Cyperus afrovaricus är en halvgräsart som beskrevs av Kaare Arnstein Lye. Cyperus afrovaricus ingår i släktet papyrusar, och familjen halvgräs.
Artens utbredningsområde är Tanzania. Inga underarter finns listade i Catalogue of Life.